# Castore di Karden
Castore di Karden, in tedesco Kastor von Karden (... – 13 febbraio 400 circa), fu un missionario aquitano che svolse la sua attività nel territorio della Mosella; è venerato come santo.

## Biografia e culto

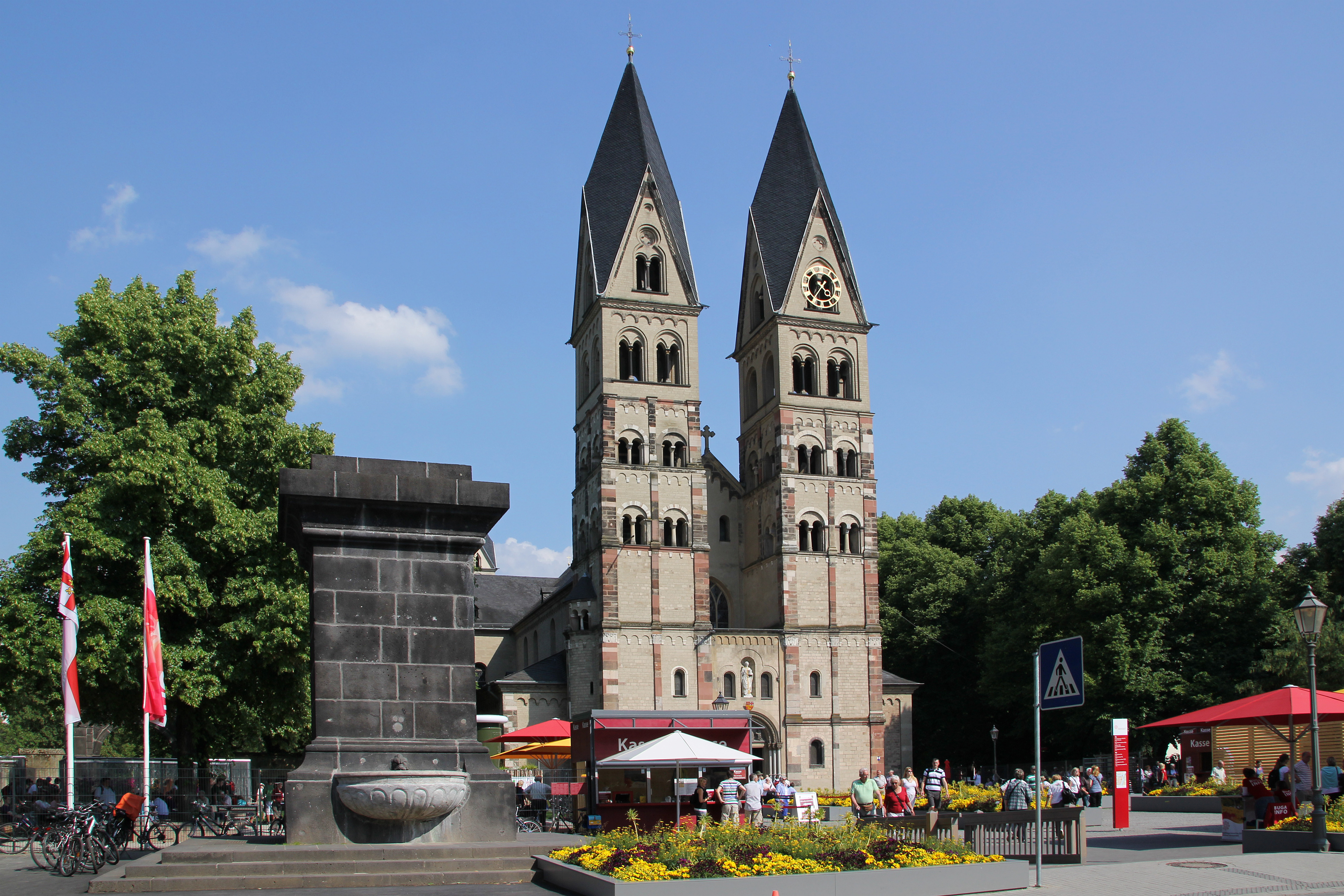
La Basilica di San Castore a Coblenza

Castore proveniva probabilmente dall'Aquitania, che lasciò dopo aver compiuto studi letterari per recarsi a Treviri. Qui fu allievo di Massimino, vescovo della città, che lo fece diacono e successivamente lo consacrò presbitero.
Secondo la tradizione egli si trasferì con alcuni compagni a Karden, operando come missionario nella zona bagnata dalla Mosella.
Massimino inviò poi a condurre vita eremitica nei luoghi dove aveva vissuto Castore i santi Potentino, Felicio e Simplicio.

## Culto
Intorno alla sua tomba venne eretta una collegiata ed ancor oggi è presente una chiesa a lui dedicata e risalente al XII secolo.
Nel 780 Wermad, vescovo di Treviri, fece traslare le ossa di Castore nella chiesa di San Paolo a Karden, il che equivaleva a riconoscere ufficialmente la santità del defunto alla pari dell'attuale canonizzazione. Il 12 novembre 837 il vescovo Hetto trasferì gran parte delle reliquie del santo, fra le quali il capo, nella nuova chiesa eretta in suo onore a Coblenza e da allora San Castore divenne santo patrono della città.
Una piccola parte delle sue reliquie rimase a Karden, ove è conservata alla venerazione in un'apposita teca nella chiesa a lui dedicata. Si trattava di una preziosa teca in legno e vetro il cui contenuto tuttavia risulta scomparso dal XVIII secolo. In essa, all'inizio del XIX secolo, sono state traslate alcune parti delle reliquie presenti a Coblenza.
A Coblenza vi è una grossa basilica a lui dedicata.